# Eton Place Dalian
Eton Place Dalian (chinesisch 大连中心‧裕景, Pinyin Dàlián Zhōngxīn Yùjǐng) ist ein Wolkenkratzerkomplex in Dalian in der chinesischen Provinz Liaoning.
Turm 1 ist mit einer Höhe von 383 Metern das höchste Gebäude der Stadt und eines der höchsten weltweit. Im Frühjahr 2014 erreichte das Bauwerk seine Endhöhe. Der zweite Turm erreicht mit 62 Etagen eine Höhe von 279 Metern. Die Bauarbeiten an dem Komplex wurden im Jahr 2009 begonnen. Im unteren Bereich des ersten Turms sind Büros untergebracht, während in den oberen der 80 Stockwerke von Turm 1 ein Hotel eingerichtet wurde. Im zweiten Turm befinden sich weiter unten ebenfalls Büros, oben jedoch Wohnungen. Für die Planungen war das Architekturbüro NBBJ verantwortlich.